# Ismo Leikola
Ismo Mikael Leikola, parfois connu professionnellement sous le nom d'ISMO, est un humoriste, musicien, auteur, scénariste et YouTuber finlandais. Leikola a fait ses débuts aux États-Unis en 2014, lorsqu'il a reçu le titre de « la personne la plus drôle du monde » lors d'un concours organisé par le club de comédie Laugh Factory. En 2015, il réalise la série comique ISMO pour la télévision finlandaise et s'installe aux États-Unis. Il est devenu un humoriste de renommée internationale après sa performance dans le talk-show Conan en 2018 et a depuis effectué des tournées internationales,,.

## Distinctions
- 2014 :Gagnant d'un concours en ligne proposé par la Laugh Factory, ISMO est nommé personne la plus drôle du monde[1].